# Shakopee (Minnesota)
Shakopee es una ciudad situada en el condado de Scott, Minnesota, Estados Unidos. Tiene una población estimada, a mediados de 2023, de 47 158 habitantes.
Es la sede del condado.
Forma parte del área metropolitana de Minneapolis. 

## Geografía
La localidad está ubicada en las coordenadas 44°46′19″N 93°28′33″O / 44.77194, -93.47583 (44.771906, -93.475699). Según la Oficina del Censo, tiene una superficie total de 79.00 km², de los cuales 76.41 km² corresponden a tierra firme y 3.49 km² están cubiertos de agua.

## Demografía
Según el censo de 2020, en ese momento la ciudad tenía una población de 43 698 habitantes. La densidad de población era de 571.89 hab./km². El 64.89% de los habitantes eran blancos, el 9.42% eran afroamericanos, el 1.49% eran amerindios, el 11.84% eran asiáticos, el 0.03% eran isleños del Pacífico, el 4.97% eran de otras razas y el 7.36% eran de una mezcla de razas. Del total de la población, el 9.18% eran hispanos o latinos de cualquier raza.